# Chotówka (Białoruś)
Chotówka (biał. Хатоўка; ros. Хатоўка) – wieś na Białorusi, w obwodzie mińskim, w rejonie stołpeckim, w sielsowiecie Derewno.

## Historia
W dwudziestoleciu międzywojennym leżała w Polsce, w województwie nowogródzkim, w powiecie stołpeckim, w gminie Rubieżewicze. W 1921 miejscowość liczyła 74 mieszkańców, zamieszkałych w 13 budynkach, wyłącznie Polaków. 68 mieszkańców było wyznania rzymskokatolickiego i 6 prawosławnego.
W czasie II wojny światowej 5 mieszkańców Chotówki dołączyło do Zgrupowania Stołpeckiego Armii Krajowej.
Po II wojnie światowej w granicach Związku Radzieckiego. Od 1991 w niepodległej Białorusi.